# Antonio Pérez
Antonio Pérez (Saragossa, 1539. – Párizs, 1611. november 3.) spanyol államférfi.

## Életútja
A nagy tehetségű férfi már 25 éves korában bírta II. Fülöp kegyét és bizalmát, és nagy befolyásra emelkedett. Ritka szerencséje azonban irigységet támasztott ellene. Egy bonyolódott ügy okozta váratlanul bukását. Amikor a király megtudta, hogy féltestvére, Don Juan de Austria bizalmas emberét, Juan de Escobedót titokban Angliába küldte, ármányos cselt látott eme küldetésben és végül Escobedót Pérez által 1578. március 31-én orozva megölette. Ámde a meggyilkoltnak családja Pérez ellen vádat indított. A király, aki Pérezre mint Eboli hercegnő szeretőjére is féltékeny volt, Pérezt 1579 júliusában elfogatta és a kínpadra vonatta. Pérez bevallotta a gyilkosságot, de vallomásaiban egyúttal a királyt is terhelte. Fülöp ekkor Pérez vesztét határozta el, aki azonban a börtönből sikeresen Aragóniába menekült. A királyi törvényszék kimondta rá a halálos ítéletet, de szülővárosának hatóságai, kiváltságaikra való hivatkozással pártfogásukba vették az üldözöttet. Fülöp erre az inkvizícióhoz fordult, melynek a Justicia mayor a foglyot 1591 májusában kiszolgáltatta. Ámde a kiváltságaira (fueros) féltékeny aragoniai nép Pérezt megint kiszabadította, sőt felkelést támasztott érdekében. E hírre II. Fülöp személyesen vezetett hadat 1591 végén Aragónia ellen és a felkelést véresen elnyomta és az ország kiváltságait eltörölte. Pérezt azonban most sem bírta hatalmába keríteni. Pérez ugyanis még időben menedékhelyet talált Párizsban és később Londonban, és így Fülöpnek azzal kellett beérnie, hogy Pérez képét elégettette, nevét meggyalázta és birtokait elkobozta. Pérez érdekes, II. Fülöp titkos kormányát leleplező iratot hagyott hátra (Relaciones, megjelent 1594-ben). Ezek alapján írta meg Bermudez di Castro és Mignet Pérez életrajzát (A. P. et Philipp II., Páris 1846). Gutzkow egyik drámahőséül választotta Pérezt (Philipp II. und Pérez).